# Joseph Streiter
Joseph Streiter (Bolzano, 4 luglio 1804 – Dodiciville, 17 luglio 1873) è stato un politico, avvocato e scrittore austriaco.

## Biografia
Proveniente da una ricca famiglia di commercianti bolzanina, rimase orfano di padre nel 1809, e della sua formazione si fece carico lo zio materno Giovanni Nepomuceno de Tschiderer, futuro vescovo di Trento. Si laureò in legge alle università di Innsbruck (1824-1827) e Padova (1828).
Dopo il praticantato svolto a Bolzano, iniziò ad esercitare, nel 1837, la professione di avvocato a Cavalese, prima di ritornare a Bolzano, dove si stabilì nella residenza ereditata dal padre a Dodiciville (oggi comune di Bolzano), la residenza Unterpayrsberg.
Politico liberale, dal 1850 al 1860 fu borgomastro del comune di Dodiciville, dal 1861 al 1870 divenne borgomastro di Bolzano, dal 1866 al 1872 deputato alla Dieta tirolese.
Fu molto attivo nel Kulturkampf, di cui è considerato uno dei massimi esponenti tirolesi, e la realizzazione dell'illuminazione pubblica a gas nella città di Bolzano assunse connotati politici, come vittoria dei lumi sull'oscurantismo clericale.
Il ricco lascito documentale di Streiter è conservato presso l'Archivio Provinciale di Bolzano.